# 極速民謠
極速民謠（又名塞爾維亞浪潮）是起源於塞爾維亞的音樂風格。其特點是融合了塞爾維亞民間音樂，現代流行音樂和舞曲等風格。而歌詞題材，通常描繪愛情或生活，也有以暗喻手法描繪保皇派和反共的抒情主題。極速民謠與保加利亞的查爾加、 羅馬尼亞的馬內爾、希臘的斯卡拉迪科、以及阿爾巴尼亞的塔拉瓦風格相似，其後於2004年演變成為流行-民謠。雖然極速民謠與塞爾維亞人關係密切 ，是塞爾維亞主流音樂，但該類型在克羅地亞、斯洛文尼亞、波斯尼亞和黑塞哥維那、 馬其頓、保加利亞和黑山一帶也廣泛流行。

## 曲風起源
「極速民謠」這個術語是由黑山的塞爾維亞男唱作人安東尼耶·普西奇（Antonije Pušić），在八十年代末所創建，用以描述其音樂風格。而於九十年代初期，首位歌手以此曲風作主打歌為波斯尼亞和黑塞哥維那的塞爾維亞女歌手莉帕·布雷那（Lepa Brena）。

## 流行與衰退期
雖然極速民謠於八十年代末形成，但是真正鼎盛是從九十年代初期開始。當時極速民謠藝術家受到黑社會和政府資助，從而讓他們可以不斷在電台宣傳這類型的歌曲，誘致大街小巷也在播放它們。而另一方面，前國家元首斯洛博丹·米洛舍維奇，當時支持戰爭的政治宣傳 訊息，可以進一步在主流媒體散播給大眾。因為他命令受資助的音樂人，把有關政治的東西一一投放在歌曲裏。
極速民謠於九十年代中期達到了頂峰，然而，隨著斯洛博丹·米洛舍維奇卸任和離逝之後，它從九十年代的塞爾維亞音樂象徵轉變為平庸的音樂。

## 批評
雖然極速民謠受歡迎，但一直受到爭議。因為一些人民認為此曲風與塞爾維亞民族主義，甚至是戰爭意識形態有關。而問題的癥結是在於它象徵著，1990年代南斯拉夫內戰中，所誘致的道德和文化衰落。